# Нейу, Иван
Ива́н Лату́р Нейю́ Нупа́ (фр. Yvan Latour Neyou Noupa; 3 января 1997, Дуала, Камерун) — камерунский футболист, полузащитник клуба «Леганес» и сборной Камеруна.

## Клубная карьера
Нейу — воспитанник французского клуба «Седан». 27 мая 2016 года в матче против «Шатору» он дебютировал в Лиге 3. В начале 2017 года Нейу перешёл в «Лаваль». 12 мая в матче против «Амьена» он дебютировал в Лиге 2. По итогам сезона клуб вылетел в более низший дивизион. 8 декабря в поединке «Безье» Иван забил свой первый гол за «Лаваль». Летом 2018 года Нейу присоединился к дублёрам португальской «Браги».
Летом 2020 года Нейу на правах аренды вернулся во Францию, став игроком клуба «Сент-Этьен». 30 августа в матче против «Лорьяна» он дебютировал в Лиге 1. По окончании аренды клуб выкупил трансфер игрока. 16 декабря в поединке против «Бордо» Иван забил свой первый гол за «Сент-Этьен».
31 августа 2022 Иван Нейу перешел в испанский клуб «Леганес» по договору аренды. 1 августа 2023 был заключен двухлетний контракт.

## Международная карьера
Иван Нейу получил первый вызов в сборную Камеруна в мае 2021 года. 4 июня 2021 года в товарищеском матче против сборной Нигерии он дебютировал за сборную Камеруна.